# Культура охряной расписной керамики

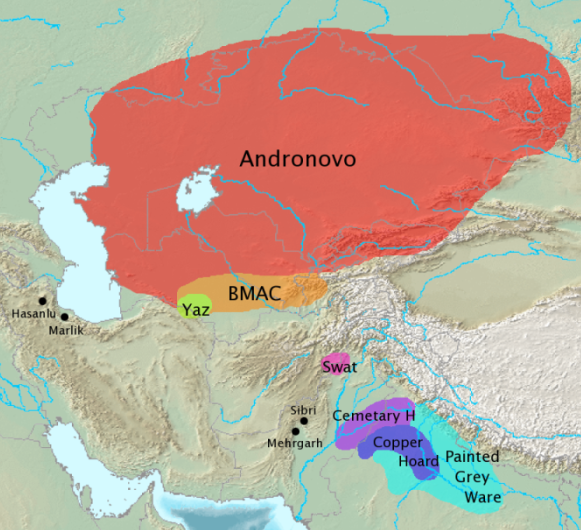
Археологические культуры, обычно связываемые с миграцией индоиранских народов (согласно Encyclopedia of Indo-European Cultures). Чаще всего с данными народами связывают Андроновскую, Маргианскую и Язскую культуры. Культуры кладбища H, медных кладов, гандхарская и серой расписной керамики также связываются некоторыми исследователями с движениями индоиранских народов.

Культура охряной расписной керамики (ОРК) — культура эпохи бронзового века, существовавшая во 2 тыс. до н. э. на территории долины Ганга-Ямуна. Является наследником хараппской цивилизации, какое-то время сосуществовала с ней. Культура ОРК представляет собой последнюю стадию бронзового века Индии; ей на смену приходят культуры железного века, а именно культура чёрной и красной керамики и культура серой расписной керамики. Ранние образцы ОРК найдены около Джодхпуры в Раджастхане и датируются 3 тыс. до н. э. (данную Джодхпуру не следует путать с городом Джодхпур). Во 2 тыс. до н. э. культура достигла долины Ганга.
Ряд учёных рассматривают культуру ОРК как поздний этап хараппской цивилизации, а другие — как автохтонную культуру, не связанную с хараппской.
ОРК встречается в тех же хронологических слоях, что и культура медных кладов.